# Цуцуи (род)
Род Цуцуи (яп. 筒井氏) — японский самурайский род.
На протяжении всего XVI века клан Цуцуи стремился подчинить своей власти провинцию Ямато. Наиболее известен Цуцуи Дзюнкэй (1549—1584). В 1577 году Дзюнкэй, находясь на стороне Оды Нобунаги, разгромил в битве при Сигисане Мацунагу Хисахидэ. В награду Ода Нобунага передал Дзэнкэю провинцию Ямато. После гибели Оды Нобунаги в 1582 году Цуцуи Дзюнкэй прибыл к месту битвы при Ямадзаки и стал ждать, кто одержит победу, после чего напал на силы разбитого Акэти Мицухидэ. Новый правитель Тоётоми Хидэёси сохранил за Цуцуи Дзюнкэем провинцию Ямато, но уменьшил его доход.
В 1584 году после смерти Дзюнкэя главой клана Цуцуи стал его племянник и приёмный сын Цуцуи Садацугу (1562—1615). В том 1584 году по приказу Тоётоми Хидэёси Цуцуи Садацугу вынужден был передать провинцию Ямато Тоётоми Хидэнаге, а сам был переведен в провинцию Ига, где построил новый замок Ига Уэно. В 1600 году Цуцуи Садацугу выступил против Уэсуги Кагэкацу на стороне Токугава Иэясу, но позднее был лишен владений за злоупотребление властью.
В период Эдо представители рода Цуцуи не играли большой роли.